# Good for the Soul
Good for the Soul (in italiano Bene per L'anima) è il secondo album in studio della cantante inglese Dionne Bromfield.

## Tracce
1. Yeah Right (feat. Diggy Simmons)
2. Good For The Soul
3. Sweetest Thing
4. Muggin' (feat. Lil' Twist)
5. Too Soon To Call It Love
6. Ouch That Hurt
7. If That's The Way You Wanna Play
8. A Little Love
9. Time Will Tell
10. Get Over It
11. Remember Our Love
12. In Your Own World
13. Don't Make It True
14. Move A Little Faster
15. Spinnin' for 2012 (feat. Tinchy Stryder) - UK Bonus Track